# Francisco de Beránger
Francisco de Beránger fue un marino español nacido en Jerez de la Frontera y muerto en Madrid en 1841.
En 1790 ingresó en la Armada y un año más tarde embarcó en la fragata Perla, asistió a la campaña del cabo Finisterre y fue hecho prisionero por los franceses. Estuvo embarcado sucesivamente en los navíos San Fulgencio, Santa Ana, Infante Don Pelayo y mandó las fragatas Esmeralda y Sabina y el navío Soberano. Se batió contra los ingleses y los franceses, tomó parte en la batalla de Trafalgar y desempeñó importantes cargos. 
Por su honradez y sinceridad fue separado del servicio en cierta ocasión en que, consultado acerca de un barco que el gobierno había adquirido, manifestó que debían reconocerse sus fondos en dique, pero después se comprendió la injusticia que con él se había cometido y fue restablecido en su empleo. Estaba en posesión de varias cruces y condecoraciones y al morir tenía el empleo de jefe de escuadra.